# Uma scoparia
Espèce
Synonymes
- Uma scopifera Cope, 1894

Statut de conservation UICN

 LC  : Préoccupation mineure
Uma scoparia est une espèce de sauriens de la famille des Phrynosomatidae.

## Répartition
Cette espèce est endémique des États-Unis. Elle se rencontre dans le sud-est de la Californie et dans le comté de Yuma en Arizona.

## Publication originale
- Cope, 1894 : On the Iguanian genus Uma. The American Naturalist, vol. 28, p. 434-435 (texte intégral).